# Nehalennia (zoologia)
Nehalennia Selys, 1850 è un genere di libellule del sottordine degli Zigopteri appartenente alla famiglia Coenagrionidae.

## Etimologia
Il nome del genere si ispira alla divinità del pantheon celtico o germanico Nehalennia, protettrice dei viandanti.

## Tassonomia
Il genere comprende le seguenti specie:
- Nehalennia gracilis Morse, 1895
- Nehalennia integricollis Calvert, 1913
- Nehalennia irene (Hagen, 1861)
- Nehalennia minuta (Selys in Sagra, 1857)
- Nehalennia pallidula Calvert, 1913
- Nehalennia speciosa (Charpentier, 1840)